# Motor pneumàtic Di Pietro
El Motor pneumàtic Di Pietro és un motor de pistó rotatiu, a l'estil del motor Wankel, però sense cap mena de combustió perquè l'entrada és únicament aire a pressió.
El motor Di Pietro fa servir un sol pistó rotatiu cilíndric que roda, sense fricció, dins de l'estator cilíndric.
L'espai entre l'estator i el rotor està dividit en sis cambres d'expansió per separadors pivotants. Aquests divisors segueixen el moviment del pistó rotatiu en rodar per les parets de l'estator.
- El pistó rotatiu, forçat per la pressió en la seva paret exterior, es mou excèntricament, conduint l'eix mitjançant dos elements rodants muntats damunt coixinets sobre l'eix.
- El moviment rodant del pistó rotatiu dins l'estator està protegit per un coixí d'aire molt fi.
- La temporització i la duració de l'entrada de l'aire i l'expulsió està governat per un temporitzador de cavitats (ang.: "slots") que es munta sobre l'eix de sortida i volta síncronament amb el motor.

La variació dels paràmetres de rendiment del motor s'aconsegueix variant la durada de l'entrada d'aire a la cambra.

Un període d'entrada més llarg permet l'entrada de més aire a la cambra, resultant un parell motor més gran.
Un període més curt limita l'aire que entra, resultant en una major eficiència en el treball expansiu.
D'aquesta manera un major consum d'aire comprimit pot ser intercanviat per un parell motor més gran i major potència de sortida, depenent dels requeriments de l'aplicació.

Àngelo Di Pietro diu:
- Té una eficiència destacada.
- Té un parell motor constant i alt
- Té un nombre de components baix
- Té un baix nombre de parts mòbils.
- És compacte i lleuger
- Virtualment no hi ha fricció
- Virtualment no hi ha vibració
- El control de velocitat és suau.
- Només li cal 1 PSI (lliura per polzada cuadrada) de pressió per superar la fricció.

## Primer vehicle
La primera aplicació és un vehicle per al manteniment de parcs i jardins que EngineAir Pty Ltd. va desenvolupar per a l'empresa australiana CityWide el 2004 per substituir-ne un de gasolina i esdevenir més respectuosos amb el medi ambient.
Fairfax Digital diu:
>> El motor Di Pietro té la mateixa potència que un motor de gasolina V8 de 5 litres. Pesa només 13 Kg comparat amb els 90 Kg d'un motor de gasolina.
>> El petit vehicle de quatre rodes, de manteniment, té un sol motor, però Engineair està desenvolupant-ne, amb suport de CityWide, una versió més potent amb dos motors, per a cadascuna de les rodes del darrere.